# Aircel Chennai Open 2017 - Qualificazioni singolare
Le qualificazioni del singolare maschile dell'Aircel Chennai Open 2017 sono state un torneo di tennis preliminare per accedere alla fase finale della manifestazione. I vincitori dell'ultimo turno sono entrati di diritto nel tabellone principale. In caso di ritiro di uno o più giocatori aventi diritto a questi sono subentrati i lucky loser, ossia i giocatori che hanno perso nell'ultimo turno ma che avevano una classifica più alta rispetto agli altri partecipanti che avevano comunque perso nel turno finale.

## Teste di serie
1. Chung Hyeon (qualificato)
2. Nicolás Kicker (ultimo turno)
3. Jozef Kovalík (qualificato)
4. Marco Trungelliti (ultimo turno)

1. Steven Diez (primo turno)
2. Hiroki Moriya (primo turno)
3. Federico Gaio (primo turno)
4. Marco Cecchinato (primo turno)

## Qualificati
1. Chung Hyeon
2. Yuki Bhambri

1. Jozef Kovalík
2. Nikola Mektić

## Tabellone

### Legenda
| - Q = Qualificato - WC = Wild card - LL = Lucky loser | - ALT = Alternate - SE = Special Exempt - PR = Protected Ranking | - w/o = Walkover - r = Ritirato - d = Squalificato |

### Sezione 1
|  | Primo turno | Primo turno   | Primo turno   | Primo turno | Primo turno |  |  | Ultimo turno | Ultimo turno  | Ultimo turno  | Ultimo turno | Ultimo turno |  |
|  |             |               |               |             |             |  |  |              |               |               |              |              |  |
|  | 1           | Chung Hyeon   | Chung Hyeon   | 6           | 6           |  |  |              |               |               |              |              |  |
|  |             | Miljan Zekić  | Miljan Zekić  | 1           | 3           |  |  | 1            | Chung Hyeon   | Chung Hyeon   | 6            | 7            |  |
|  | PR          | Jürgen Melzer | Jürgen Melzer | 6           | 6           |  |  | PR           | Jürgen Melzer | Jürgen Melzer | 0            | 64           |  |
|  | 5           | Steven Diez   | Steven Diez   | 1           | 1           |  |  |              |               |               |              |              |  |

### Sezione 2
|  | Primo turno | Primo turno       | Primo turno      | Primo turno | Primo turno |  |  | Ultimo turno | Ultimo turno   | Ultimo turno   | Ultimo turno | Ultimo turno |  |
|  |             |                   |                  |             |             |  |  |              |                |                |              |              |  |
|  | 2           | Nicolás Kicker    | 65               | 6           | 7           |  |  |              |                |                |              |              |  |
|  | WC          | Sasi Kumar Mukund | 7                | 3           | 5           |  |  | 2            | Nicolás Kicker | Nicolás Kicker | 3            | 1            |  |
|  | WC          | Yuki Bhambri      | Yuki Bhambri     | 7           | 6           |  |  | WC           | Yuki Bhambri   | Yuki Bhambri   | 6            | 6            |  |
|  | 8           | Marco Cecchinato  | Marco Cecchinato | 5           | 1           |  |  |              |                |                |              |              |  |

### Sezione 3
|  | Primo turno | Primo turno          | Primo turno          | Primo turno | Primo turno |  |  | Ultimo turno | Ultimo turno         | Ultimo turno         | Ultimo turno | Ultimo turno |  |
|  |             |                      |                      |             |             |  |  |              |                      |                      |              |              |  |
|  | 3           | Jozef Kovalík        | Jozef Kovalík        | 6           | 6           |  |  |              |                      |                      |              |              |  |
|  |             | Franko Škugor        | Franko Škugor        | 3           | 4           |  |  | 3            | Jozef Kovalík        | Jozef Kovalík        | 7            | 6            |  |
|  |             | Prajnesh Gunneswaran | Prajnesh Gunneswaran | 6           | 6           |  |  |              | Prajnesh Gunneswaran | Prajnesh Gunneswaran | 62           | 2            |  |
|  | 6           | Hiroki Moriya        | Hiroki Moriya        | 2           | 3           |  |  |              |                      |                      |              |              |  |

### Sezione 4
|  | Primo turno | Primo turno       | Primo turno       | Primo turno | Primo turno |  |  | Ultimo turno | Ultimo turno      | Ultimo turno      | Ultimo turno | Ultimo turno |  |
|  |             |                   |                   |             |             |  |  |              |                   |                   |              |              |  |
|  | 4           | Marco Trungelliti | Marco Trungelliti | 6           | 6           |  |  |              |                   |                   |              |              |  |
|  |             | Alessandro Bega   | Alessandro Bega   | 0           | 4           |  |  | 4            | Marco Trungelliti | Marco Trungelliti | 5            | 2            |  |
|  | Alt         | Nikola Mektić     | Nikola Mektić     | 6           | 6           |  |  | Alt          | Nikola Mektić     | Nikola Mektić     | 7            | 6            |  |
|  | 7           | Federico Gaio     | Federico Gaio     | 3           | 0           |  |  |              |                   |                   |              |              |  |